# 米伊
米伊（法語：Muids，法語發音：[mɥi]）是法国厄尔省的一个市镇，属于莱桑德利区。

## 地理
米伊（49°13'21"N, 1°17'26"E）面积15.22 平方千米，位于法国诺曼底大区厄尔省，该省份为法国北部内陆省份，北起滨海塞纳省，西接奧恩省和卡爾瓦多斯省，南至厄尔-卢瓦省，东临瓦兹省、瓦兹河谷省和伊夫林省。
与米伊接壤的市镇（或旧市镇、城区）包括：昂代、瓦特维尔附近多伯夫、埃尔克维尔、厄德布维尔、拉罗凯特、三湖镇、维龙韦。

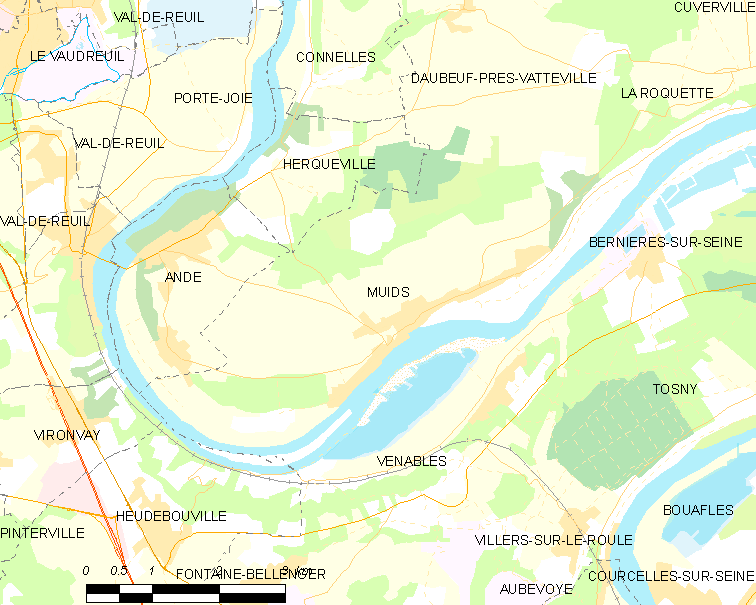
米伊的OSM定位图

米伊的时区为UTC+01:00、UTC+02:00（夏令时）。

## 行政
米伊的邮政编码为27430，INSEE市镇编码为27422。

## 政治
米伊所属的省级选区为莱桑德利县。

## 人口

1962-2008年间米伊人口变化图示

米伊于2022年1月1日时的人口数量为864人。